# Снайпер: Финал убийцы
«Снайпер: Финал убийцы» (англ. Sniper: Assassin's End, он же «Снайпер 8») — американский боевик 2020 года режиссёра Кааре Эндрюса с Чадом Майклом Коллинзом, Томом Беренджером и Саякой Акимото в главных ролях. Этот фильм является восьмой частью серии фильмов «Снайпер» и продолжением фильма «Снайпер: Идеальное убийство» (2017).
Картина выпущена 16 июня 2020 года и получила неоднозначный приём критиков.

## Сюжет
Снайпер спецназа Брэндон Беккет назначен главным подозреваемым в убийстве иностранного высокопоставленного лица накануне подписания громкого торгового соглашения с Соединёнными Штатами. Едва избежав смерти, Беккет понимает, что в правительстве может работать темный оперативник, и он сотрудничает с единственным человеком, которому он может доверять, - своим отцом, легендарным мастером-снайпером-артиллерийским сержантом. Томас Беккет. Оба Беккета скрываются от ЦРУ, российских наемников и убийцы, обученного якудза, со снайперскими навыками, которые могут конкурировать с обоими легендарными снайперами.

## В ролях
- Чад Майкл Коллинз в роли Брэндона Беккета, снайпера-разведчика MARSOC
- Саяка Акимото в роли Юки «Леди-Смерть» Мифунэ, снайпера и убийцы якудза
- Райан Роббинс в роли Зеро, сотрудника DHS
- Локлин Манро в роли агента Джона Франклина
- Эмили Теннант в роли агента Джульет Кловер
- Майкл Джонсон в роли Дрейка Феникса
- Винсент Гейл в роли Дональда Саута
- Том Беренджер в роли Тома Беккета, бывшего снайпера-разведчика морской пехоты США

## Релиз

### Домашние СМИ
Фильм был выпущен на Blu-ray, DVD и цифровых платформах 16 июня 2020 года и занял первое место в iTunes в сентябре 2020 года.